# 福岡徹
福岡 徹 (ふくおか とおる、1956年3月21日 - ）は、日本の総務官僚。総務省大臣官房長、総務省総合通信基盤局長、総務審議官等を経て、日本ITU協会理事長、スカパーJSATホールディングス代表取締役、スカパーJSAT代表取締役副社長。

## 人物・経歴
京都府出身。洛星高等学校を経て、1980年東京大学法学部卒業、郵政省入省。総務省情報通信政策局衛星放送課長、総務省情報通信政策局放送政策課長等を経て、2009年総務省総合通信基盤局電気通信事業部長。2010年総務省情報流通行政局郵政行政部長。2012年 総務省大臣官房総括審議官（広報、政策企画（主）担当）。2013年総務省情報流通行政局長。2014年総務省大臣官房長。2015年総務省総合通信基盤局長。2016年6月17日総務審議官（郵政・通信担当）。2017年退官、東京海上日動火災保険顧問。2018年日本ITU協会理事長。2019年スカパーJSATホールディングス取締役（経営企画担当）、スカパーJSAT取締役執行役員副社長。2021年スカパーJSATホールディングス取締役（宇宙事業担当）宇宙事業部門長、スカパーJSAT取締役執行役員副社長。2022年スカパーJSATホールディングス代表取締役、スカパーJSA代表取締役執行役員副社長。